# Ariamiro
Ariamiro dei Suebi Ariamiro anche in galiziano e in portoghese e in spagnolo (... – 561) è stato re dei Suebi di Gallaecia, dal 559 fino alla sua morte.

## Origine
Di Ariamiro non si conoscono gli ascendenti.

## Biografia

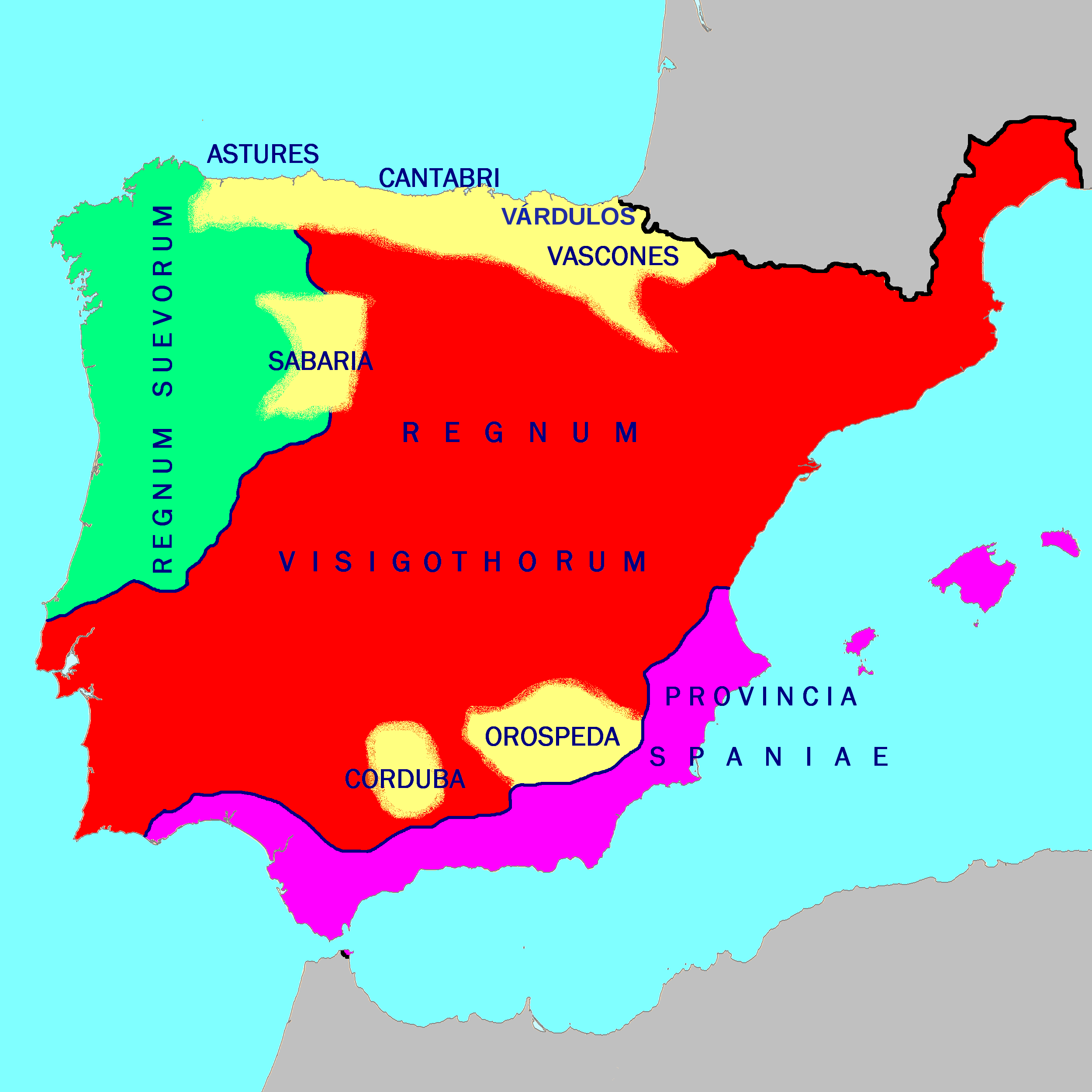
La penisola iberica nel 560. In rosso il regno dei Visigoti. In verde il regno degli Svevi. In viola la provincia bizantina di Spagna. In giallo le zone della penisola iberica ancora governate da Ispano-Romani.

Salì al trono nel 559, dopo la morte di Carriarico.

Ariamiro viene citato nell'elenco dei re Suebi nel El reino suevo (411-585), come secondo re dopo il periodo oscuro e si hanno nuovamente informazioni sul regno suebo di Galizia.
Al tempo di Ariamiro, secondo lo storico Rafael Altamira, il regno Svevo, approfittando dei problemi che aveva il regno dei visigoti si trovava nuovamente in fase di espansione ai confini orientali e meridionali e arrivava:
- al fiume Navia nelle Asturie
- ai fiumi Órbigo ed Esla nella Castiglia e León
- al fiume Duero nella Chartaginensis (attuale Castiglia)
- dove i fiumi Côa ed Esla si gettano nel Tago, verso l'Estremadura
- il fiume Abrantes, il Distretto di Leiria e Paredes (Portogallo) in Lusitania[5].

Con l'appoggio di san Martino e del Pelagio I convocò, il 1º maggio 561, il primo concilio di Braga, che si protrasse sino al 563, come conferma il Synodus Bracarensis prima, in cui si afferma che il sinodo fu indetto nel terzo anno di regno di Ariamiro.

Che Ariamiro convocò il primo concilio di Braga viene riportato anche nella España sagrada: Theatro geographico-historico de la iglesia de España, Volumen 2, dal IDENTITY AND INTERACTION: The Suevi and the Hispano-Romans e dal Diccionario biográfico español, Real Academia de la Historia.
In quel concilio fu condannata l'eresia priscilliana e furono poste le basi della Chiesa cattolica sveva.

Benché nel concilio non si cita l'arianesimo, durante il regno di Ariamiro e, molto probabilmente, anche sotto il regno del suo predecessore, Carriarico e del suo successore, Teodemaro) il popolo svevo si convertì al cattolicesimo, anche per l'influenza di san Martino, vescovo di Braga dal 561, ponendo così fine alla tensioni seguite alla conversione all'arianesimo di Remismondo.
Ariamiro morì durante il concilio, nel 561, e gli succedette Teodemaro.

## Discendenza
Di Ariamiro non si conosce alcuna discendenza.

### Fonti primarie
- (ES)  El reino suevo (411-585).
- (ES)  IDENTITY AND INTERACTION: The Suevi and the Hispano-Romans.
- (LA)  #ES Idatii episcopi Chronicon.
- (ES)  España sagrada: Theatro geographico-historico de la iglesia de España, Volumen 2.

### Letteratura storiografica
- Rafael Altamira, "La Spagna sotto i Visigoti", in "Storia del mondo medievale", vol. I, 1999, pp. 743–779